# Comunicación alternativa y aumentativa
La expresión “comunicación aumentativa” sustituye a otras expresiones desde 1950, como“sistemas alternativos y aumentativos de comunicación (SAAC)”. En la actualidad se utiliza un concepto menos específico, como es el de “comunicación aumentativa” que incluye todas las opciones o estrategias que se pueden utilizar para facilitar la comunicación de las personas con dificultades graves para ejecutar el habla. El principal objetivo de un sistema de comunicación aumentativa es desarrollar o recuperar la capacidad de comunicación. Los sistemas de comunicación aumentativa, puestos al servicio de la logopedia, cumplen el objetivo de ayudar al desarrollo de la comunicación y del lenguaje cuando estas funciones están alteradas por causas sensoriales, físicas o psíquicas.
En muchas ocasiones se ha incluido a la lengua de signos, dentro de uno de estos sistemas, pero esta lengua tiene un estatus propio como lengua, ya que cumple todas las propiedades para que sea considerada como tal (productividad, arbitrariedad, doble estructuración y transmisión cultural).[cita requerida]
Para Brasil, "La comunicación aumentativa y alternativa es un ámbito interdisciplinar que abarca un extenso conjunto de elaboraciones teóricas, sistemas de signos, ayudas técnicas y estrategias de intervención que se dirigen a sustituir y/o aumentar el habla".[cita requerida]

## Sistemas alternativos y aumentativos
Se consideran alternativos aquellos sistemas que sustituyen totalmente al habla, mientras que se entiende por aumentativos aquellos sistemas que son un complemento al habla. Los sistemas alternativos se refieren más al lenguaje y los aumentativos, al habla.
Von Teztzchner y Martinsen (1993) entienden como comunicación alternativa “cualquier forma de comunicación distinta del habla y empleada por una persona en contextos de comunicación cara a cara. El uso de signos manuales y gráficos, el sistema Morse, la escritura, etc., son formas alternativas de comunicación para una persona que carece de la habilidad de hablar” y como comunicación aumentativa una comunicación de apoyo o de ayuda. La palabra “aumentativa” subraya el hecho de que la enseñanza de las formas alternativas de comunicación tiene un doble objetivo: promover y apoyar el habla, y garantizar una forma de comunicación alternativa si la persona no aprende a hablar o interpretar. (Von, y Martisen, 1993, p.24).  
Tipos de SAAC:
1. Sin ayuda: cuando no es necesario ningún tipo de soporte físico, sino que se utiliza con el cuerpo. Por ejemplo: signos y gestos.
2. Con ayuda: cuando sí es necesario un soporte físico, que varía según el nivel de simbolización o abstracción del niño. Por ejemplo: pictogramas.

## Características
Las dos características principales de los sistemas de comunicación aumentativa son:
- Se tratan de conjuntos organizados de elementos no-vocales para comunicar
- No surgen espontáneamente, sino que se adquieren mediante aprendizaje formal

## Objetivos
- Suministrar un medio de comunicación alternativo hasta que se restablezca la comunicación hablada de forma adecuada
- Aportar un medio de comunicación alternativo de por vida, cuando no es posible o funcional la comunicación hablada del sujeto
- Servir como medio de apoyo al desarrollo o al restablecimiento de la comunicación hablada.

## Aspectos histórico-sociológicos
Los antecedentes más directo de los sistemas de CA los encontramos en los jeroglíficos egipcios, en los sistemas lingüísticos logográficos, como el chino, y en las formas de transmisión gráficas de la mayoría de las culturas de tradición ágrafa. Paralelamente se han encontrado alusiones a la comunicación gestual en las culturas greco-romanas anteriores a la era cristiana. Sin embargo, la eclosión de los sistemas de CA no se produjo hasta el último tercio del siglo XX, concretamente, el boom de los mismos se sitúa en 1960. En 1982, el 87% de los centros de Educación Especial ya utilizaban algún sistema de CA. Estos sistemas se establecen gracias a instituciones como FUNDESCO (Fundación para el desarrollo de las comunicaciones), el INSERSO y el MEC.

### Perspectiva histórica
En este artículo no especifica donde se originó 
Años 60
Los profesionales que trabajan el lenguaje no consiguen los resultados esperados con los métodos clásicos y empiezan a utilizar símbolos. Se comienza a dar más relevancia a los actos comunicativos que al habla y al lenguaje.
Años 70
Aparecen sistemas de comunicación basados en símbolos gráficos: Bliss, Makaton, Shaeffer.
Los buenos resultados que se consiguen con los sistemas aumentativos de comunicación (SAC), hacen que se extienda su uso.
Años 80
Se trabaja mayor rigor metodológico y se comienzan a crear instrumentos para evaluar y para valorar. En 1983 un grupo de profesionales y familiares de personas con problemas para comunicarse de diferentes países, fundan la asociación ISAAC (Internacional Society for Augmentative and Alternative Communication). Se comienzan a usar ordenadores para comunicarse, con programas de predicción de palabras o de pictogramas. En España, en el 82, ya encontramos documentos traducidos como “Símbolos Bliss”. En 1983, estamos representados en la ISAAC. En el 84, se empieza con las primeras experiencias prácticas. Se crea el Comité Nacional de Comunicación No Vocal que elabora, a mediados de los 80, documentos importantes para el desarrollo de la CAA en nuestro país. Se hace hincapié en la base social de la comunicación. Unos años después se crea la UCA (Unidad de Comunicación Aumentativa) en el Centro Atam de Madrid. En 1995 se crea la UTAC (Unitat de Tècniques Augmentatives de Comunicació) en Barcelona.

## Usuarios
Puede haber muchas situaciones o colectivos de personas que requieran la utilización de alguna forma de comunicación aumentativa y los podemos agrupar por el tipo de trastornos que presentan.
- Personas con discapacidad física
- Personas con discapacidad intelectual, cognitiva o psíquica
- Personas con discapacidad sensorial
- Trastorno del espectro autista
- Otros colectivos necesitados de forma transitoria del uso de sistemas de comunicación aumentativa como son las personas sometidas a operaciones o lesiones de los órganos implicados en el habla, desconocimiento de idiomas, etc.